# ÁTVR
ÁTVR eller Áfengis- og tóbaksverslun ríkisins är Islands motsvarighet till Systembolaget, som driver Vínbúð. Kallas i folkmun "Ríkið". Arndal. Bolaget har monopol på försäljning av alkohol med >2,25 %. Bolaget har monopol på import av tobak.
Bolaget har sina rötter i rörelsen för alkoholförbud som fick detta till stånd 1912. Det blev inte långvarigt, för redan 1922 tilläts försäljning, av enbart spanskt vin (sic) med alkoholhalt under 21 %. Det fanns då sju butiker, i städerna. Bolaget hette då Áfengisverzlun ríkisins - ÁVR. Att de även kom att handla med tobak var ett resultat av att "Tóbakseinkasala ríkisins " startades 1932, som ett tobaksmonopol. Dessa slogs samman 1961. Idag har bolaget en försäljning på ca 20 miljoner liter alkohol.

## Vínbúð
Vínbúð är själva butikerna. Namnet betyder vinbutik. Det finns 48 vinbutiker, varav 10 ligger i Reykjavik. 1989 började de sälja öl.